# 점보트론

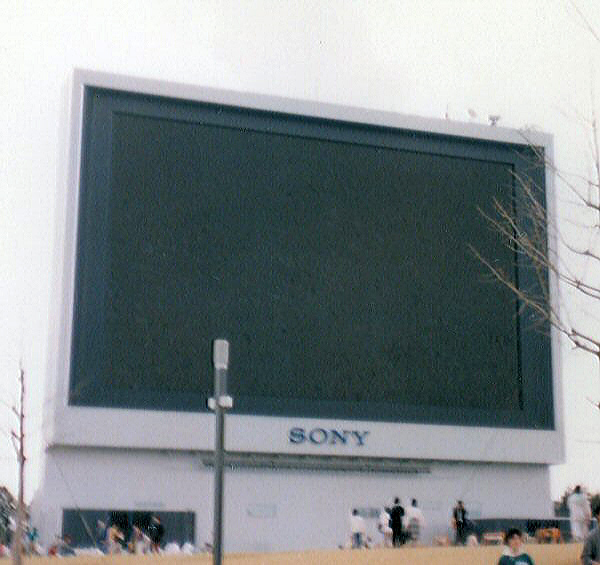
소니 점보트론 (1985년)

점보트론(Jumbotron)는 소니에서 1985년 공개한 대형 스크린 TV의 상표명으로 각종 스포츠 경기장 및 콘서트장에서 사용되었다. 2001년 공식적으로 단종 되었으나 점보트론의 단어 자체는 일반명사화되어 대형 전광판을 통칭하기도 한다.

## 같이 보기
- 소니